# Rajiv van La Parra
Rajiv van La Parra (Róterdam, 4 de junio de 1991) es un futbolista neerlandés que juega como centrocampista en el K Beerschot VA de la Primera División de Bélgica.
Es hermanastro de Georginio Wijnaldum, además de primo de Royston Drenthe.

## Trayectoria
Se formó en la cantera del Feyenoord hasta que, en junio de 2008, fichó por el S. M. Caen.
En agosto de 2011 regresó a Países Bajos para jugar en el Heerenveen Allí se consolidó como pieza importante durante tres temporadas y participó en cuatro encuentros de Liga Europa 2012-13.
En junio de 2014 decidió incorporarse al Wolverhampton, que se encontraba en Championship. El 26 de noviembre de 2015 fue cedido al Brighton para algo más de un mes. En marzo de 2016 fue cedido al Huddersfield Town, aunque el acuerdo contemplaba la obligación de compra. Su primer gol con este club fue ante su antiguo equipo, el Wolverhampton en agosto de 2016.
El 12 de agosto de 2017 debutó en Premier League en una victoria por 0 a 3 ante el Crystal Palace. El 4 de noviembre logró su primer gol en la máxima competición inglesa ante el WBA (1-0). El 31 de diciembre de 2018 fue cedido al Middlesbrough F. C. hasta final de temporada.
El 1 de septiembre de 2019 el Estrella Roja de Belgrado hizo oficial su incorporación para las siguientes tres temporadas. En abril de 2020 se le rescindió el contrato. El 16 de noviembre de ese año se anunció su fichaje hasta final de temporada por la Unión Deportiva Logroñés de la Segunda División española. Abandonó el club el 31 de enero de 2021 tras haber jugado cinco encuentros entre todas las competiciones y al día siguiente firmó por el Würzburger Kickers alemán.
De cara al curso 2021-22 inició una nueva etapa en Grecia con el Apollon Smyrnis. Se marchó a inicios de 2022 y, tras más de un año sin equipo, en marzo de 2023 regresó al fútbol neerlandés para jugar lo que quedaba de temporada con el Almere City. Siguió otra campaña antes de quedar libre a mediados de 2024, situación en la que estuvo hasta su incorporación al K Beerschot VA en febrero de 2025.

## Selección nacional
Ha sido internacional con la selección de fútbol de los Países Bajos en categorías inferiores (sub-17, sub-19 y sub-21), en las cuales ha jugado 36 partidos.

## Clubes
| Club                                  | País         | Año       |
| ------------------------------------- | ------------ | --------- |
| S. M. Caen                            | Francia      | 2008-2011 |
| S. C. Heerenveen                      | Países Bajos | 2011-2014 |
| Wolverhampton Wanderers F. C.         | Inglaterra   | 2014-2016 |
| Brighton & Hove Albion F. C. (cesión) | Inglaterra   | 2015      |
| Huddersfield Town A. F. C. (cesión)   | Inglaterra   | 2016      |
| Huddersfield Town A. F. C.            | Inglaterra   | 2016-2019 |
| Middlesbrough F. C. (cesión)          | Inglaterra   | 2019      |
| Estrella Roja de Belgrado             | Serbia       | 2019-2020 |
| U. D. Logroñés                        | España       | 2020-2021 |
| Würzburger Kickers                    | Alemania     | 2021      |
| Apollon Smyrnis                       | Grecia       | 2021-2022 |
| Almere City                           | Países Bajos | 2023-2024 |
| K Beerschot VA                        | Bélgica      | 2025-     |

## Palmarés

### Campeonatos nacionales
| Título              | Club                      | País   | Año     |
| ------------------- | ------------------------- | ------ | ------- |
| Superliga de Serbia | Estrella Roja de Belgrado | Serbia | 2019-20 |